# Hypaurotis crysalus
Hypaurotis crysalus is een vlinder uit de familie van de Lycaenidae. De wetenschappelijke naam van de soort werd als Thecla crysalus in 1873 gepubliceerd door Henry Edwards.

## Ondersoorten
- Hypaurotis crysalus crysalus
- Hypaurotis crysalus citima (H. Edwards, 1881)
  - = Thecla crysalus var. citima H. Edwards, 1881
- Hypaurotis crysalus intermedia Austin, 1998